# Huis Willet-Holthuysen
Huis Willet-Holthuysen aan Herengracht 605 in Amsterdam, een rijksmonument, is een voor het publiek geopend grachtenpand met volledig ingerichte stijlkamers. Het museum geeft een beeld van het leven in een chic pand aan de Amsterdamse grachtengordel in de 18e en 19e eeuw. Het wordt beheerd door het Amsterdam Museum.
Drie etages zijn te bezichtigen:
- het souterrain met keuken en formele tuin, gerestaureerd in 1972
- de bel-etage met eetzaal, balzaal en centrale hal
- de bovenetage met slaapkamer.

De zogenaamde blauwe salon, een stijlkamer die uit een ander grachtenpand naar het museum is verplaatst, bevat werk van Jacob de Wit, waaronder een plafondschildering en een grisaille.
Het museum heeft een aanzienlijke collectie zilver, keramiek, glaswerk, meubelen, boeken en kunstwerken. Naast de permanente collectie worden op de eerste verdieping wisselende tentoonstellingen gehouden. Twee kleinere werken van William-Adolphe Bouguereau zijn in het museum te vinden.

## Geschiedenis
Het huis werd in 1685-87 gebouwd voor Jacob Hop, pensionaris van Amsterdam. De huidige gevel, in Lodewijk XIV-stijl, stamt uit 1739. Er woonden achtereenvolgens zo'n twintig verschillende families in het huis, waaronder de koopmans- en regentenfamilies Deutz en Backer. Het echtpaar Abraham Willet (1828-1888) en Louisa Holthuysen (1824-1895), kunstverzamelaars, bouwden een collectie op die in 1895, samen met het huis, werd nagelaten aan de stad Amsterdam. Louisa Willet-Holthutsen had daarbij de voorwaarde gesteld dat het een museum zou worden dat hun beider naam zou dragen.
De eerste conservator van 1895 tot 1931 was de schrijver Frans Coenen, die in 1936 in Onpersoonlijke herinneringen de geschiedenis van het huis en de bewoners beschreef. Van 1932 tot 1962 was het museum samen met het Stedelijk Museum ondergebracht bij de Dienst Gemeentelijke Musea. Daarbinnen valt een periode van elf jaar (1939-1950) waarin het voor publiek gesloten was. In 1962 kreeg het Museum Willet-Holthuysen in de persoon van Simon Levie een gemeenschappelijke directeur met het Amsterdams Historisch Museum. Sinds 2016 is Judikje Kiers directeur van beide musea, die in 2009 verzelfstandigd zijn. De naam werd in 2022 veranderd van "Museum" in "Huis" Willet-Holthuysen.
Oud-conservator Bert Vreeken promoveerde op 31 maart 2010 aan de Universiteit van Amsterdam op de geschiedenis van de familie Willet-Holthuysen, het huis en het erin gevestigde museum.

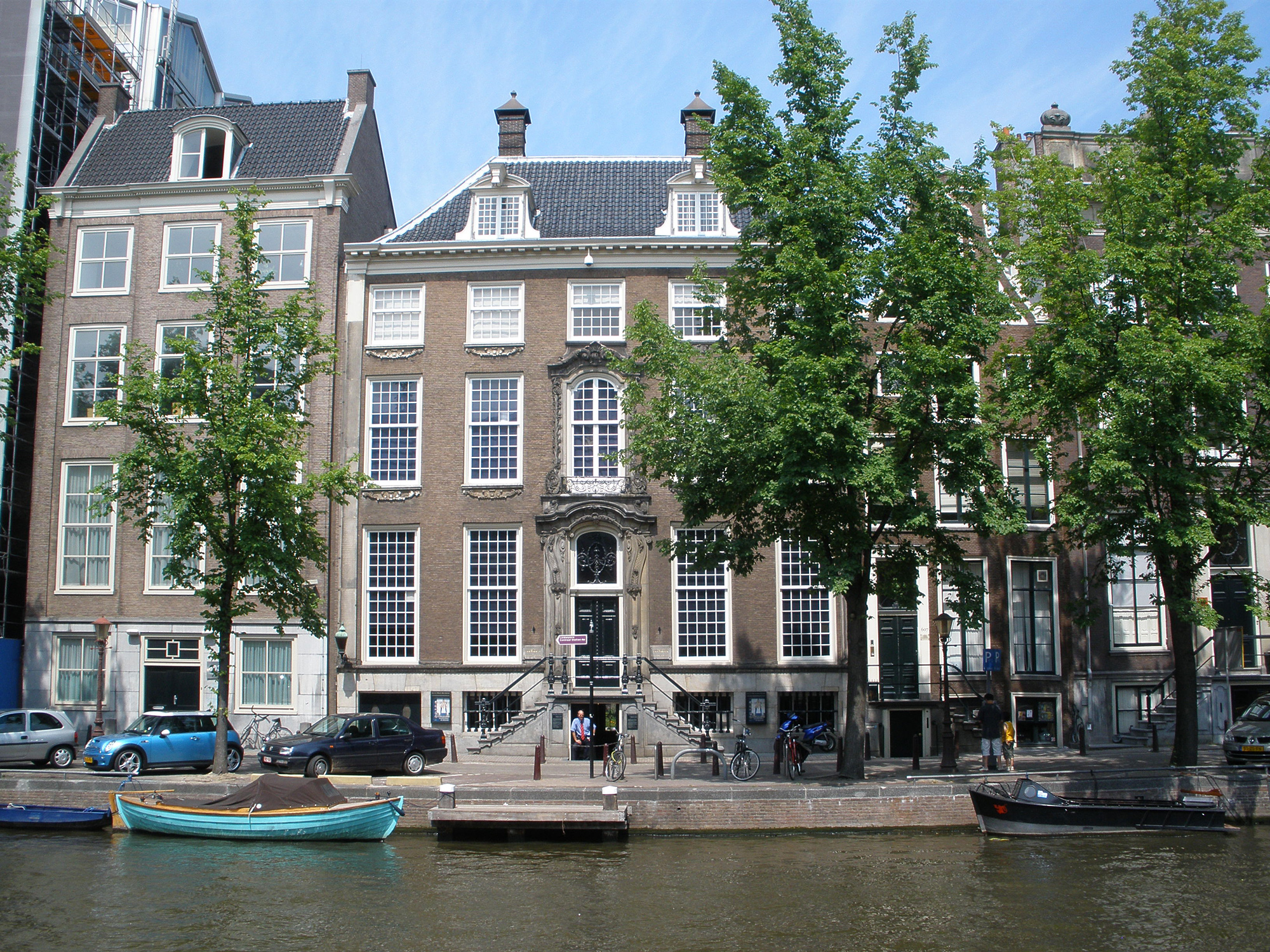
Overzicht voorgevel aan de Herengracht
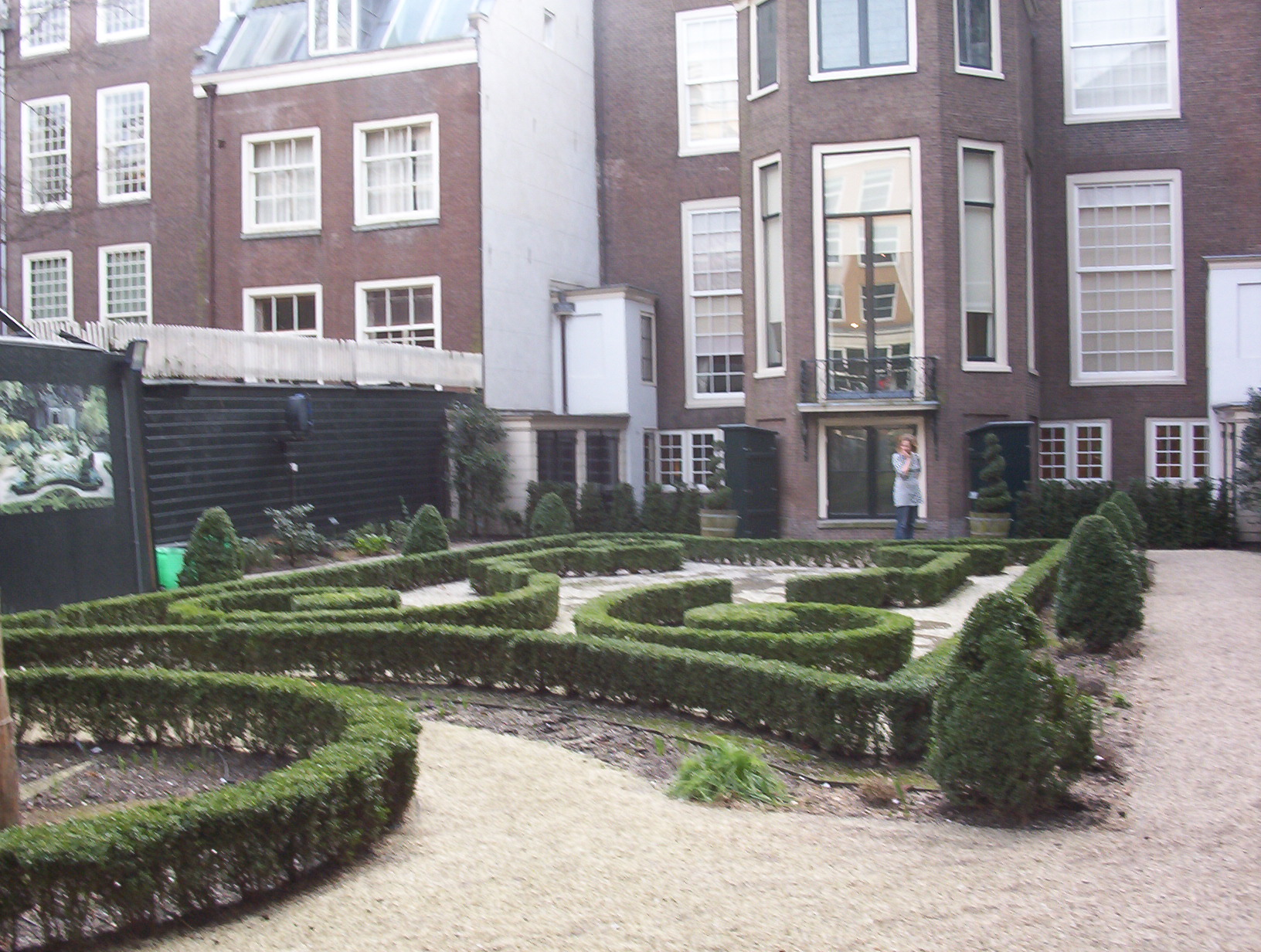
De "formele" tuin in Franse stijl
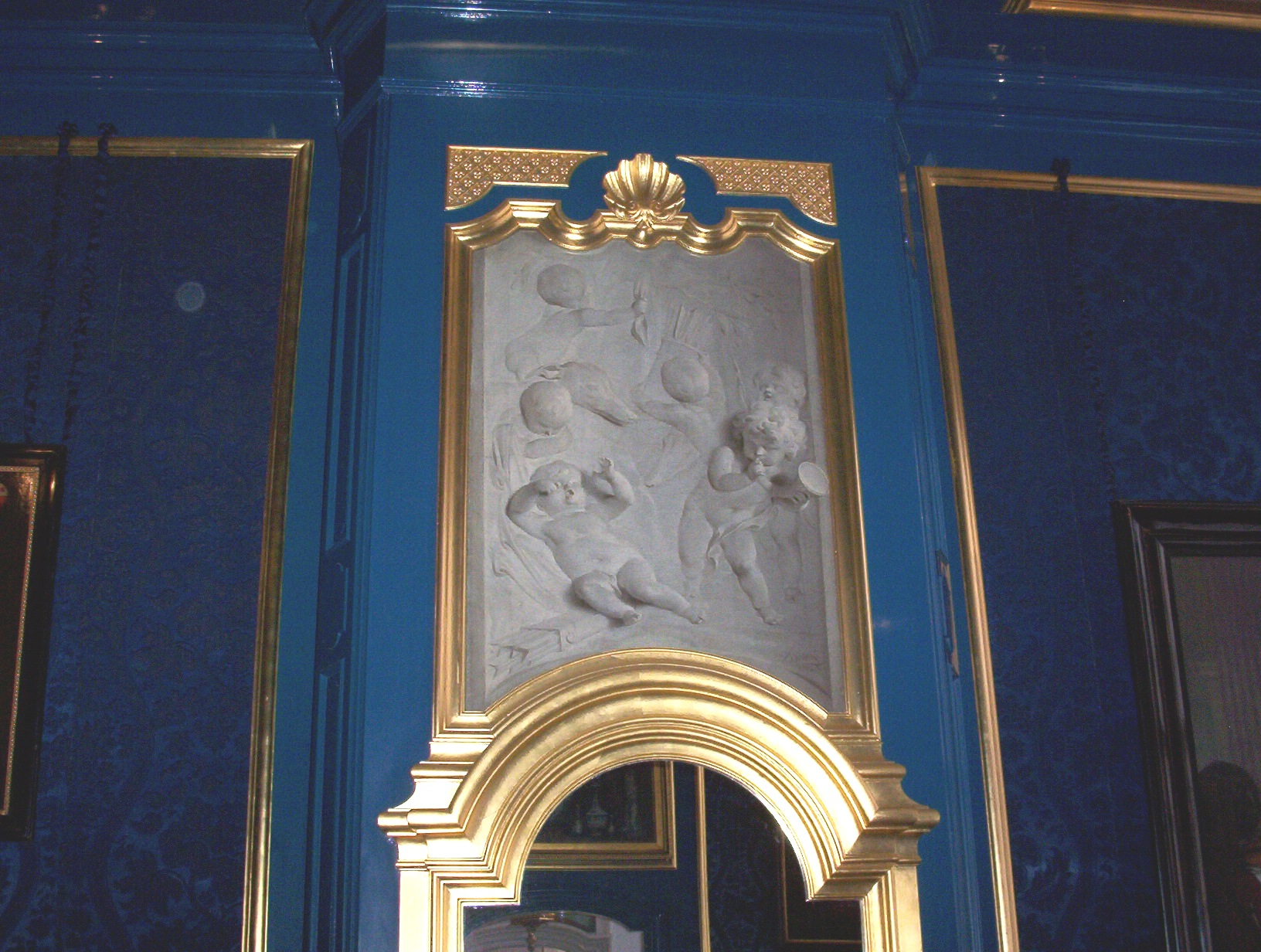
Grisaille van Jacob de Wit op de schoorsteenboezem